# Challerange
Cet article possède un paronyme, voir Jallerange.
Challerange est une commune française, située dans le département des Ardennes en région Grand Est.

## Géographie

### Localisation
C'est une commune du sud du département des Ardennes.
|          | Saint-Morel | Brécy-Brières   |
| Monthois | Challerange | Mouron          |
| Séchault | Montcheutin | Vaux-lès-Mouron |

### Hydrographie
La commune est dans la région hydrographique « la Seine du confluent de l'Oise (inclus) à l'embouchure » au sein du bassin Seine-Normandie. Elle est drainée par l'Aisne, le ruisseau d'Alin, le ruisseau de Jailly, le ruisseau des Sugnons, le Fossé de la Grande Versaine, le cours d'eau 01 de la commune de Challerange et divers autres petits cours d'eau,.
L'Aisne est un  cours d'eau naturel navigable de 256 km de longueur, traversant les cinq départements Meuse, Marne, Ardennes, Aisne, Oise. Elle est un affluent de rive gauche de l'Oise, ce qui fait d'elle un sous-affluent de la Seine. Elle constitue une limite séparative sur une petite partie est de la commune, s'écoulant du sud au nord sur une longueur d'environ 1 km.
Le ruisseau d'Alin, d'une longueur de 17 km, prend sa source dans la commune d'Aure et se jette  dans l'Aisne à Brécy-Brières, après avoir traversé huit communes.

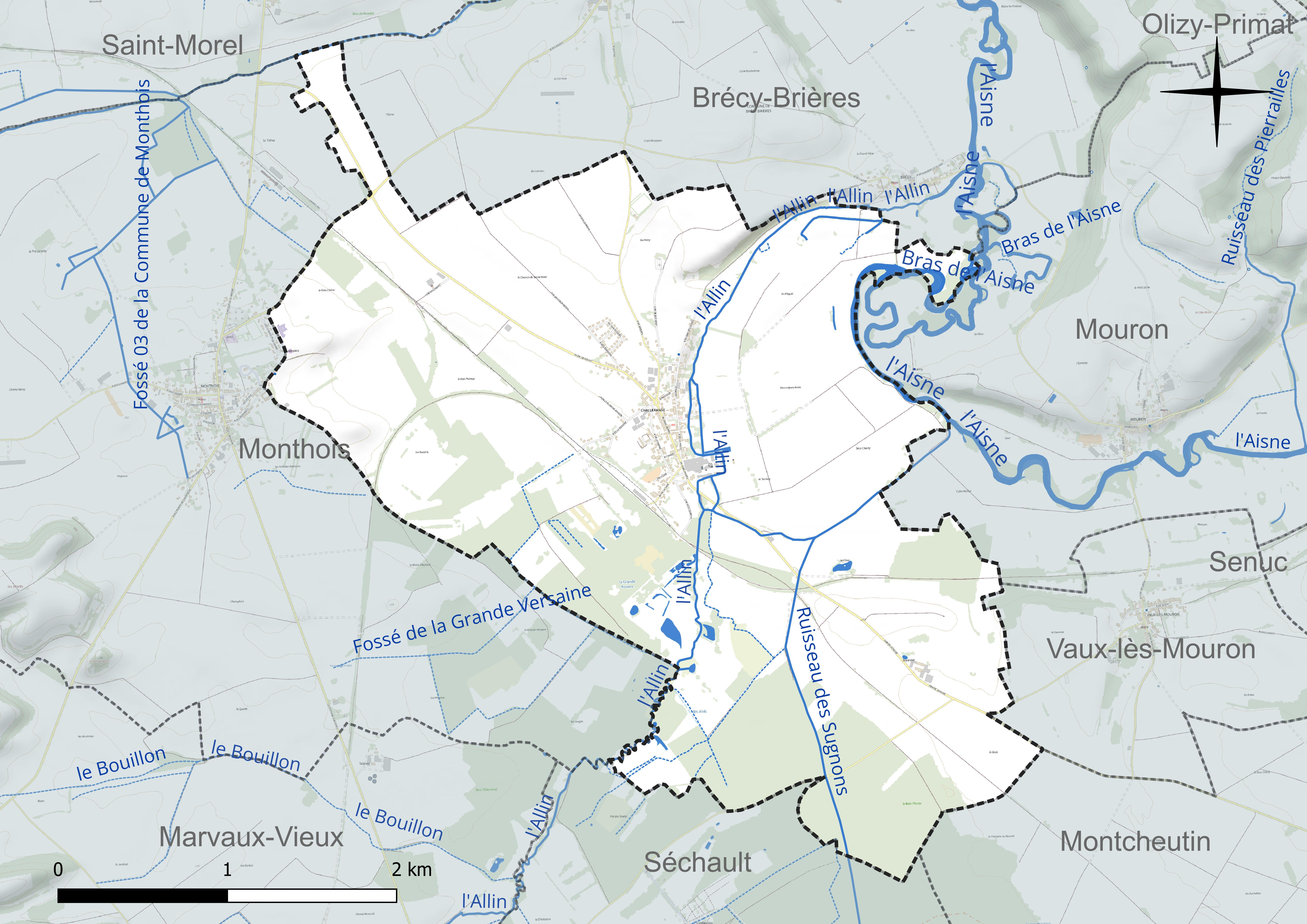
Réseau hydrographique de Challerange.

Le ruisseau de Jailly, d'une longueur de 10 km, prend sa source dans la commune de Liry et se jette  dans l'Aisne à Brécy-Brières, après avoir traversé cinq communes.

### Climat
Pour des articles plus généraux, voir Climat du Grand Est et Climat des Ardennes.
En 2010, le climat de la commune est de type climat océanique dégradé des plaines du Centre et du Nord, selon une étude du Centre national de la recherche scientifique s'appuyant sur une série de données couvrant la période 1971-2000. En 2020, Météo-France publie une typologie des climats de la France métropolitaine dans laquelle la commune est exposée à un climat océanique altéré et est dans la région climatique Nord-est du bassin Parisien, caractérisée par un ensoleillement médiocre, une pluviométrie moyenne régulièrement répartie au cours de l’année et un hiver froid (3 °C).
Pour la période 1971-2000, la température annuelle moyenne est de 10,2 °C, avec une amplitude thermique annuelle de 15,7 °C. Le cumul annuel moyen de précipitations est de 774 mm, avec 12,9 jours de précipitations en janvier et 8,8 jours en juillet. Pour la période 1991-2020, la température moyenne annuelle observée sur la station météorologique de Météo-France la plus proche, « Montcheutin_sapc », sur la commune de Montcheutin à 6 km à vol d'oiseau, est de 11,0 °C et le cumul annuel moyen de précipitations est de 721,9 mm. 
La température maximale relevée sur cette station est de 41,2 °C, atteinte le 25 juillet 2019 ; la température minimale est de −15,5 °C, atteinte le 20 décembre 2009,,.
Les paramètres climatiques de la commune ont été estimés pour le milieu du siècle (2041-2070) selon différents scénarios d'émission de gaz à effet de serre à partir des nouvelles projections climatiques de référence DRIAS-2020. Ils sont consultables sur un site dédié publié par Météo-France en novembre 2022.

### Zones naturelles
Le territoire communal comprend des marais, avec une ZNIEFF, Les marais de l'Avegres à Challerange et Mothois, et des espèces végétales et animales rares, telles la Violette élevée, l'orthetrum à stylet blanc, ou l'agrion de Mercure,.

## Urbanisme

### Typologie
Au 1er janvier 2024, Challerange est catégorisée commune rurale à habitat dispersé, selon la nouvelle grille communale de densité à 7 niveaux définie par l'Insee en 2022.
Elle est située hors unité urbaine. Par ailleurs la commune fait partie de l'aire d'attraction de Vouziers, dont elle est une commune de la couronne,. Cette aire, qui regroupe 45 communes, est catégorisée dans les aires de moins de 50 000 habitants,.

### Occupation des sols
L'occupation des sols de la commune, telle qu'elle ressort de la base de données européenne d’occupation biophysique des sols Corine Land Cover (CLC), est marquée par l'importance des territoires agricoles (80 % en 2018), en augmentation par rapport à 1990 (74,8 %). La répartition détaillée en 2018 est la suivante : 
terres arables (38,3 %), prairies (34 %), forêts (9,5 %), zones agricoles hétérogènes (7,6 %), zones urbanisées (4,6 %), milieux à végétation arbustive et/ou herbacée (3,2 %), zones humides intérieures (2,6 %). L'évolution de l’occupation des sols de la commune et de ses infrastructures peut être observée sur les différentes représentations cartographiques du territoire : la carte de Cassini (XVIIIe siècle), la carte d'état-major (1820-1866) et les cartes ou photos aériennes de l'IGN pour la période actuelle (1950 à aujourd'hui).

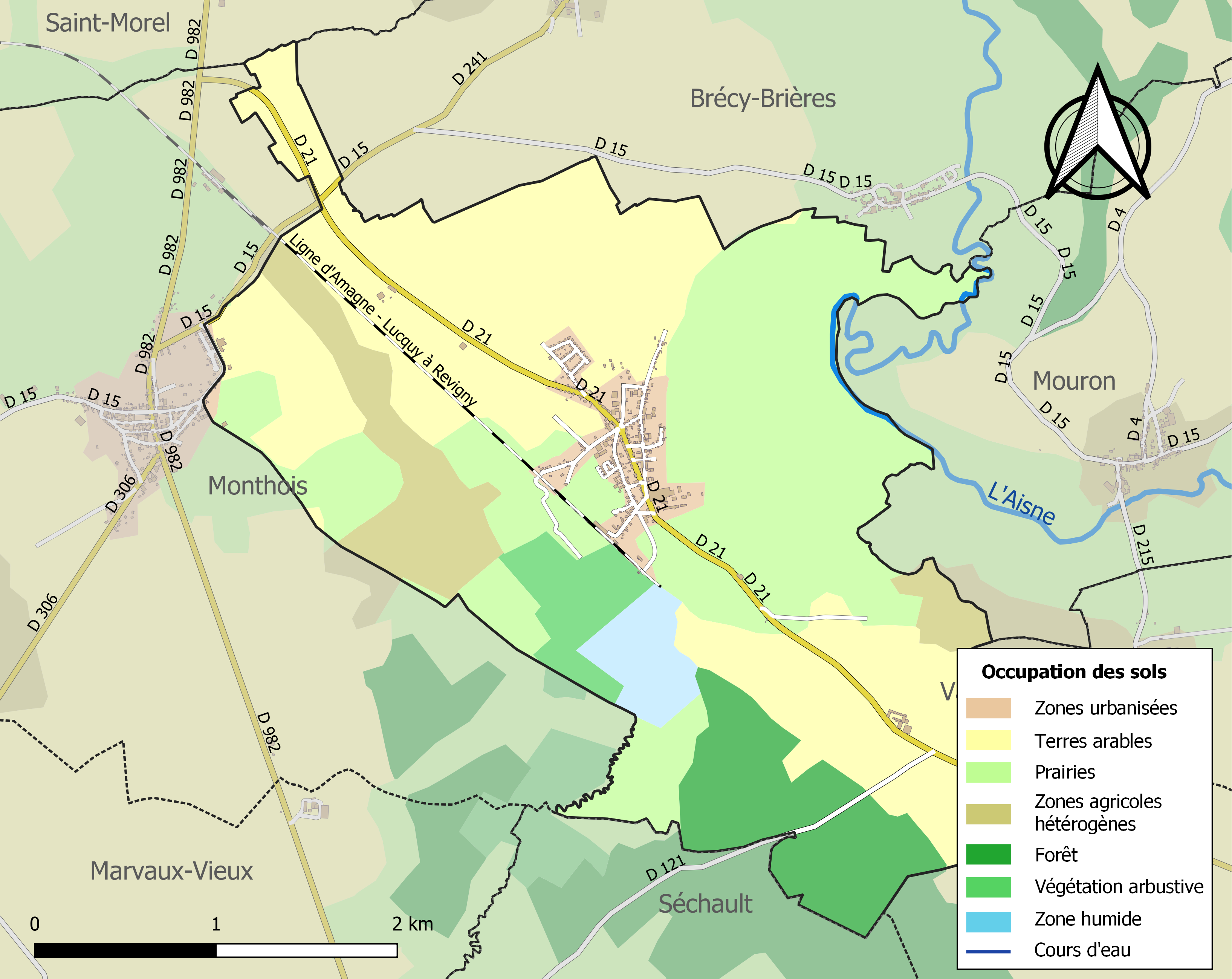
Carte des infrastructures et de l'occupation des sols de la commune en 2018 (CLC).

## Toponymie
Le nom de la commune est attesté sous la forme Kaleringis en 1175, issu probablement d'un nom propre germanique Caletricus, pour Ernest Nègre.
Parmi les lieux-dits peuvent-être cités Bucheny, devenu le lieu du cimetière au nord-ouest du territoire communal, Puiseux (un hameau disparu), et le Coulmier.

## Histoire
Le village est mentionné dans une donation du XIIe siècle faite à l'abbaye de Belval par l'abbaye de Gorze. Puis des seigneurs laïcs s'y implantent, sur lesquels on a peu de renseignements. Deux familles seigneuriales se partagent cette terre : l'une portant le nom du village, et l'autre étant les Pasté. La famille de Challerange semble s'éteindre au XIVe siècle.
La maison de Pasté comporte plusieurs membres éminents, dont Ferry Pasté, connétable ou  maréchal de France, ou encore Jean du Plessis-Pasté,  évêque d'Arras puis de Chartres. Elle construit des alliances matrimoniales avec une bonne partie de la noblesse régionale dont les Créquy, les Grandpré, les Thuisy. Charles de Créquy, héritier de la seigneurie, la vend à Huvert Le Vergeur. Elle est transmise ensuite aux Haussonville. Au XVIIIe siècle, la terre est admodiée aux Damourette. Le fermier Louis Damourette est un notable important de la fin de ce XVIIIe siècle et début du XIXe siècle, maire de la commune à plusieurs reprises et député.
En 1815-1816, le village est occupé par l'armée prussienne.

## Politique et administration

### Rattachements administratifs et électoraux
Challerange est rattaché à l'arrondissement de Vouziers, au canton de Monthois et à la troisième circonscription des Ardennes.
La commune relève du tribunal judiciaire, du tribunal pour enfants et du conseil de prud'hommes de Charleville-Mézières ; du tribunal de commerce et du tribunal de proximité de Sedan ; de la Cour d'appel de Reims et de celle de Nancy.

### Intercommunalité
La commune fait partie de la communauté de communes de l'Argonne Ardennaise.

### Liste des maires
(1) révoqué le 24 mars 1852.
(2) Durée du mandat : 7 jours.

## Population et société

### Démographie
L'évolution du nombre d'habitants est connue à travers les recensements de la population effectués dans la commune depuis 1793. Pour les communes de moins de 10 000 habitants, une enquête de recensement portant sur toute la population est réalisée tous les cinq ans, les populations de référence des années intermédiaires étant quant à elles estimées par interpolation ou extrapolation. Pour la commune, le premier recensement exhaustif entrant dans le cadre du nouveau dispositif a été réalisé en 2006.

En 2022, la commune comptait 423 habitants, en évolution de −6 % par rapport à 2016 (Ardennes : −2,97 %, France hors Mayotte : +2,11 %).
| 1793 | 1800 | 1806 | 1821 | 1831 | 1836 | 1841 | 1846 | 1851 |
| ---- | ---- | ---- | ---- | ---- | ---- | ---- | ---- | ---- |
| 311  | 341  | 388  | 363  | 406  | 424  | 419  | 424  | 388  |

| 1866 | 1872 | 1876 | 1881 | 1886 | 1891 | 1896 | 1901 | 1906 |
| ---- | ---- | ---- | ---- | ---- | ---- | ---- | ---- | ---- |
| 367  | 330  | 327  | 367  | 413  | 414  | 422  | 398  | 384  |

| 1911 | 1921 | 1926 | 1931 | 1936 | 1946 | 1954 | 1962 | 1968 |
| ---- | ---- | ---- | ---- | ---- | ---- | ---- | ---- | ---- |
| 385  | 358  | 462  | 497  | 470  | 475  | 502  | 635  | 643  |

| 1975 | 1982 | 1990 | 1999 | 2006 | 2011 | 2016 | 2021 | 2022 |
| ---- | ---- | ---- | ---- | ---- | ---- | ---- | ---- | ---- |
| 659  | 594  | 514  | 461  | 435  | 482  | 450  | 430  | 423  |

### Enseignement
Challerange est située dans l'Académie de Reims.
L'école maternelle et primaire la plus proche se trouve à Monthois (pôle scolaire regroupant 12 communes des alentours). Le collège public de rattachement est celui de Vouziers, commune qui comporte également un lycée public. Les établissements privés les plus proches (de la maternelle au collège ainsi qu'un LEP) sont situés également à Vouziers.

## Économie
L'établissement d'une gare ferroviaire au XIXe siècle favorise le développement de ce village, qui atteint à la fin de ce siècle les 400 habitants. Plusieurs lignes ferrées s'y croisent avant la Première Guerre mondiale, ultérieurement désaffectées. Plus récemment, le chemin de fer touristique du sud des Ardennes y établit son terminus.

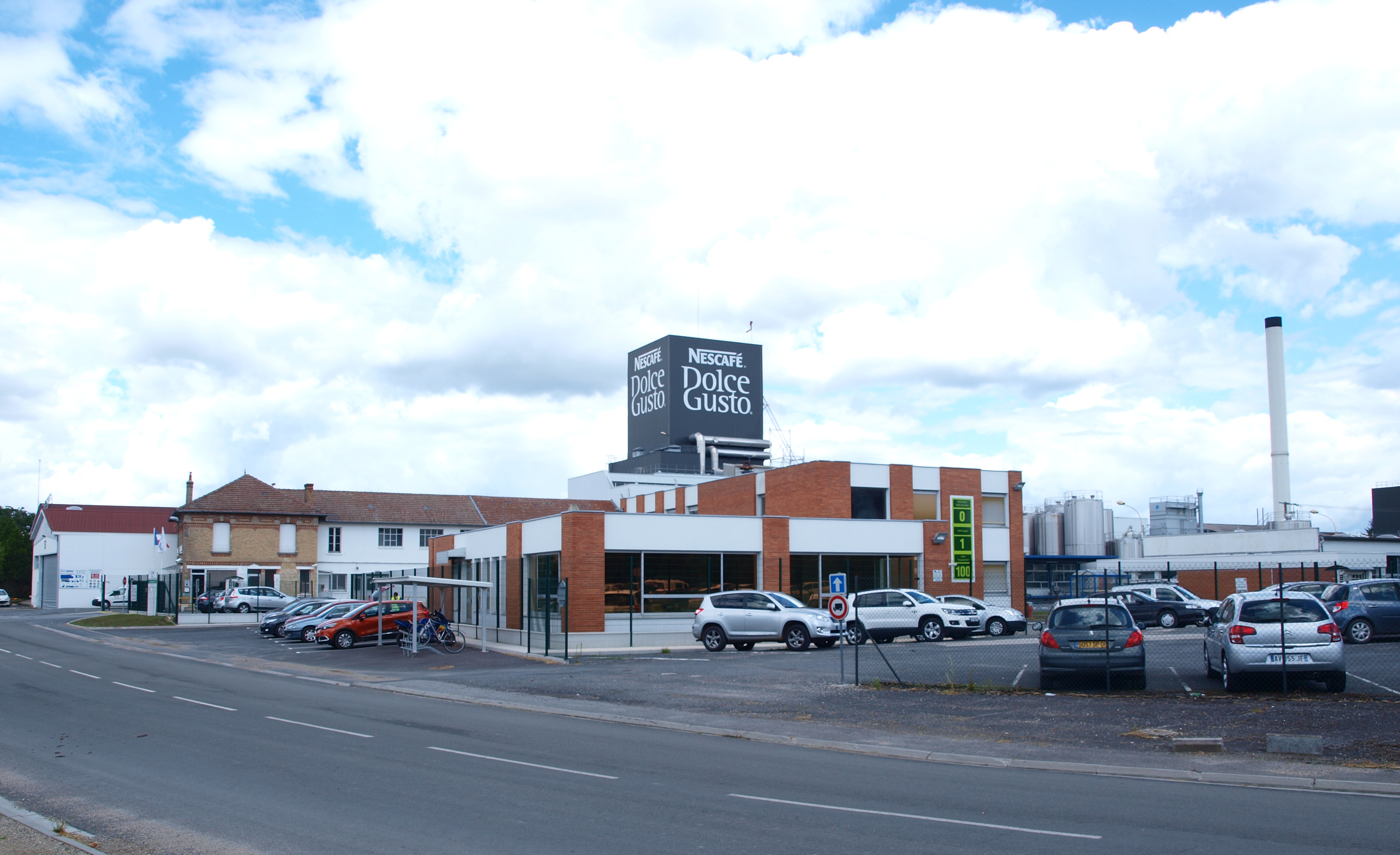
Usine Nestlé de Challerange.

Une implantation industrielle existe depuis la fin du XIXe siècle. Il s'agit dans un premier temps d'une laiterie, la laiterie Coiffier, fabricant du beurre et du fromage. Après la Première Guerre mondiale, en 1927, l'usine se développe avec le rachat par Maggi pour alimenter le marché parisien. En 1947/1948, Maggi appartient au groupe Alimentana qui fusionne avec Nestlé sous le nom de Nestlé-Alimentana. L´usine de Challerange devient une usine Nestlé produisant du beurre et de la caséine. À partir de 1958-1963 et la construction d´une unité de condenserie, le lait est transformé sur place en lait concentré destiné pour l´essentiel à l´exportation. Une tour de séchage est construite en 1976-1978, pour la production de lait en poudre. L'usine de Challerange profite en 1977 de la fermeture de la laiterie d´Attigny.
Cette usine Nestlé est utilisée ensuite pour la production de lait en poudre des capsules de café Nespresso. Elle bénéficie au début du XXIe siècle de la hausse des ventes sur les dosettes de café et compte une centaine de salariés en 2020, faisant également travailler des agriculteurs qui l'approvisionnent en lait. Cette usine a été à l'origine en 2020 d'une pollution dans la rivière voisine, l'Aisne, via un ruisseau,.

## Culture locale et patrimoine

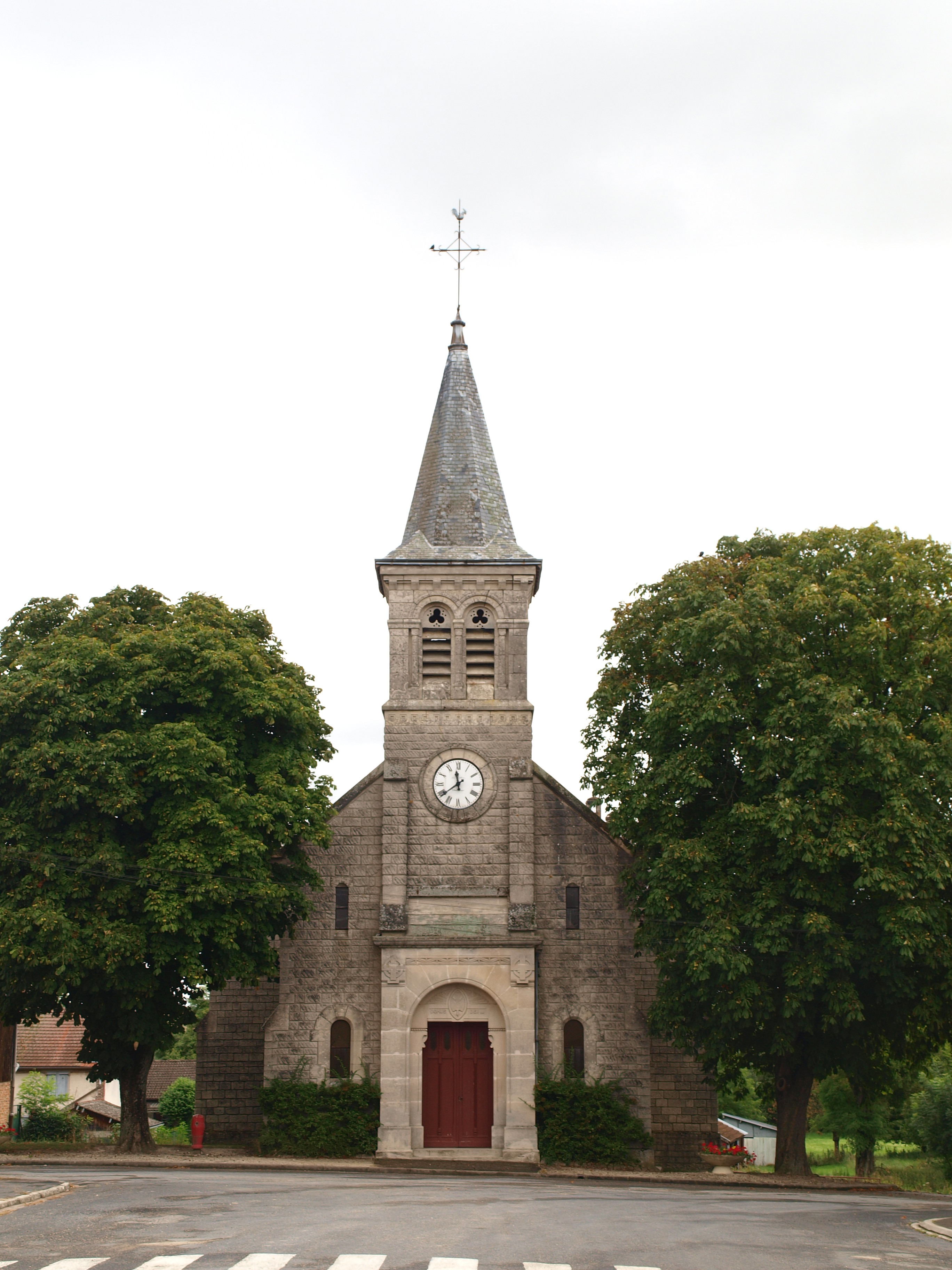
L'église Saint-Martin.

### Lieux et monuments
- Un château a existé et a disparu à la Révolution française[20].
- L'église Saint-Remi de Challerange est relativement récente, construite au XIXe siècle. De la précédente église, subsistent deux piscines, un autel en bois et une statue de saint Walfroy le Stylite[20].
- Le village a été occupé pendant la Première Guerre mondiale et la Seconde. Il a été bombardé pendant la première, par les forces françaises, sans doute en raison de sa proximité avec le front et des voies ferrées[20].

### Personnalités liées à la commune
- Ferry Pasté, seigneur de Challerange et de Saint-Pierre-à-Arnes, maréchal de France.
- Louis Damourette (1752-1820), député des Ardennes. Il est né, a vécu, a été maire et est mort dans ce bourg.
- Maxime de Sars (1886-1960), historien, a écrit une Histoire de Challerange, publiée en 1936.

### Héraldique
| Blason de Challerange | Blason  | De gueules à la croix d'argent cantonnée de quatre fleurs de lis d'argent, au chef d'azur fretté d'or. |
| Blason de Challerange | Détails | Création MM. Baron, Demoncheaux et Jolly. Adopté le 27 juin 1997.                                      |